# Freya Ridings
Freya Rose Ridings (19 de abril de 1994) es una cantautora británica. Es conocida por su sencillo de 2017, "Lost Without You", que llegó al noveno puesto en los UK Singles Chart.

## Primeros años
Ridings nació en Londres y creció en Palmers Green. Es la hija del actor y músico Richard Ridings, aprendió a tocar la guitarra viéndolo a él tocar. Asistió al Colegio St Christopher School en Letchworth, seguido del BRIT School desde la edad de 16 años.

## Carrera

### 2017–presente: Comienzos
Ridings lanzó su sencillo debut, "Blackout", el 5 de mayo se 2017. Lanzó su segundo sencillo "Maps" el 30 de junio de 2017. El 22 de septiembre de 2017 lanzó su álbum debut en directo Live at St Pancras Old Church. Después de lanzar el álbum se embarcó en su primera gira por el Reino Unido. Pasó la mayor parte de 2017 como telonera de Tears for Fears, Tash Sultana y Lewis Capaldi. Lanzó "Lost Without You" el 3 de noviembre de 2017. La canción llegó al noveno puesto en los UK Singles Chart, después de figurar en la cuarta temporada del programa de telerrealidad Love Island en julio de 2018. Fue elegida por Scott Mills como 'Tono de la Semana' en su programa de radio en agosto de 2018. Lanzó su segunda álbum en directo, Live at Omeara el 30 de marzo de 2018. Lanzó su sencillo "Ultraviolet" el 15 de junio de 2018.

## Discografía

### Álbumes en directo
| Title                         | Details                                                                                          | Posición más alta |
| Title                         | Details                                                                                          | SCO               |
| ----------------------------- | ------------------------------------------------------------------------------------------------ | ----------------- |
| Live at St Pancras Old Church | - Lanzamiento: 22 de septiembre de 2017 - Discográfica: Good Soldier - Formato: Descarga digital | —                 |
| Live at Omeara                | - Lanzamiento: 30 de marzo de 2018 - Discográfica: Good Soldier - Formato: Descarga digital      | 75                |

### Sencillos
| "Blackout"                                                                              | 2017 | — | — |  |
| "Maps"                                                                                  | 2017 | — | — |  |
| "Lost Without You"                                                                      | 2017 | 9 | 5 |  |
| "Ultraviolet"                                                                           | 2018 | — | — |  |
| "—" denota un sencillo que no llegó a entrar en la lista o no fue lanzado en su región. |      |   |   |  |